# Imprint (Julia Hülsmann)
Imprint is het tweede studioalbum van Julia Hülsmann en haar trio, dat verscheen op ECM Records. Imprint is opgenomen in maart 2010 in de Rainbow Studio in Oslo met Peer Espen Ursfjord achter de knoppen. De muziek van het album lijkt te zijn geschoeid op een oude compositietechniek, thema met variaties, alleen staat het thema niet vast. Het zijn stukken die op elkaar lijken, maar toch weer verschillen. De stemming (sfeer) is wel bindend; ingetogenheid is troef.

## Musici
- Julia Hülsmann – piano
- Marc Muellbauer – contrabas
- Heinrich Köbberling – slagwerk

## Muziek
Alle van Hülsmann, tenzij aangegeven:

| Nr. | Titel                                                             | Duur |
| --- | ----------------------------------------------------------------- | ---- |
| 1.  | Rond point                                                        | 4:07 |
| 2.  | Grand Canyon                                                      | 6:23 |
| 3.  | A light left on                                                   | 5:40 |
| 4.  | Juni                                                              | 4:08 |
| 5.  | Storm in a teacup (Köbberling)                                    | 4:11 |
| 6.  | (Go and open) The door                                            | 7:12 |
| 7.  | Kauf dir einen bunten Luftballon (Anton Profes, Aido von Pinelli) | 3:30 |
| 8.  | Ritual (Muellbauer)                                               | 5:22 |
| 9.  | Lulu’s paradise                                                   | 4:54 |
| 10. | Ulmenwall (Muellbauer)                                            | 6:06 |
| 11. | Zahlen bitte (Köbberling)                                         | 6:14 |
| 12. | Who’s next                                                        | 4:16 |